# A Marshall-szigetek a 2010. évi nyári ifjúsági olimpiai játékokon
A Marshall-szigetek a Szingapúrban megrendezett 2010. évi nyári ifjúsági olimpiai játékok egyik részt vevő nemzete volt. Sportolói 2 sportágban vettek részt: súlyemelés és úszás.

## Súlyemelés
Fiú
| Versenyző  | Versenyszám | Szakítás | Lökés | Összesen | Helyezés |
| ---------- | ----------- | -------- | ----- | -------- | -------- |
| Amon Shiro | 56 kg       | 55       | 65    | 120      | 11.      |

Lány
| Versenyző    | Versenyszám | Szakítás | Lökés | Összesen | Helyezés |
| ------------ | ----------- | -------- | ----- | -------- | -------- |
| Lomina Tibon | 53 kg       | 30       | 35    | 65       | 8.       |

## Úszás
Fiú
| Versenyző      | Versenyszám        | Előfutam | Előfutam | Elődöntő | Elődöntő | Döntő   | Döntő    |
| Versenyző      | Versenyszám        | Idő      | Hely.    | Idő      | Hely.    | Idő     | Helyezés |
| -------------- | ------------------ | -------- | -------- | -------- | -------- | ------- | -------- |
| Giordan Harris | 50 m-es gyorsúszás | 28.43    | 41.      | kiesett  | kiesett  | kiesett | kiesett  |

Lány
| Versenyző   | Versenyszám        | Előfutam | Előfutam | Elődöntő | Elődöntő | Döntő   | Döntő    |
| Versenyző   | Versenyszám        | Idő      | Hely.    | Idő      | Hely.    | Idő     | Helyezés |
| ----------- | ------------------ | -------- | -------- | -------- | -------- | ------- | -------- |
| Hagar Kabua | 50 m-es gyorsúszás | 33.82    | 57.      | kiesett  | kiesett  | kiesett | kiesett  |

## Fordítás
Ez a szócikk részben vagy egészben  a   Marshall Islands at the 2010 Summer Youth Olympics című angol Wikipédia-szócikk fordításán alapul.  Az eredeti cikk szerkesztőit annak laptörténete sorolja fel. Ez a jelzés csupán a megfogalmazás eredetét és a szerzői jogokat jelzi, nem szolgál a cikkben szereplő információk forrásmegjelöléseként.